# Überseering 35

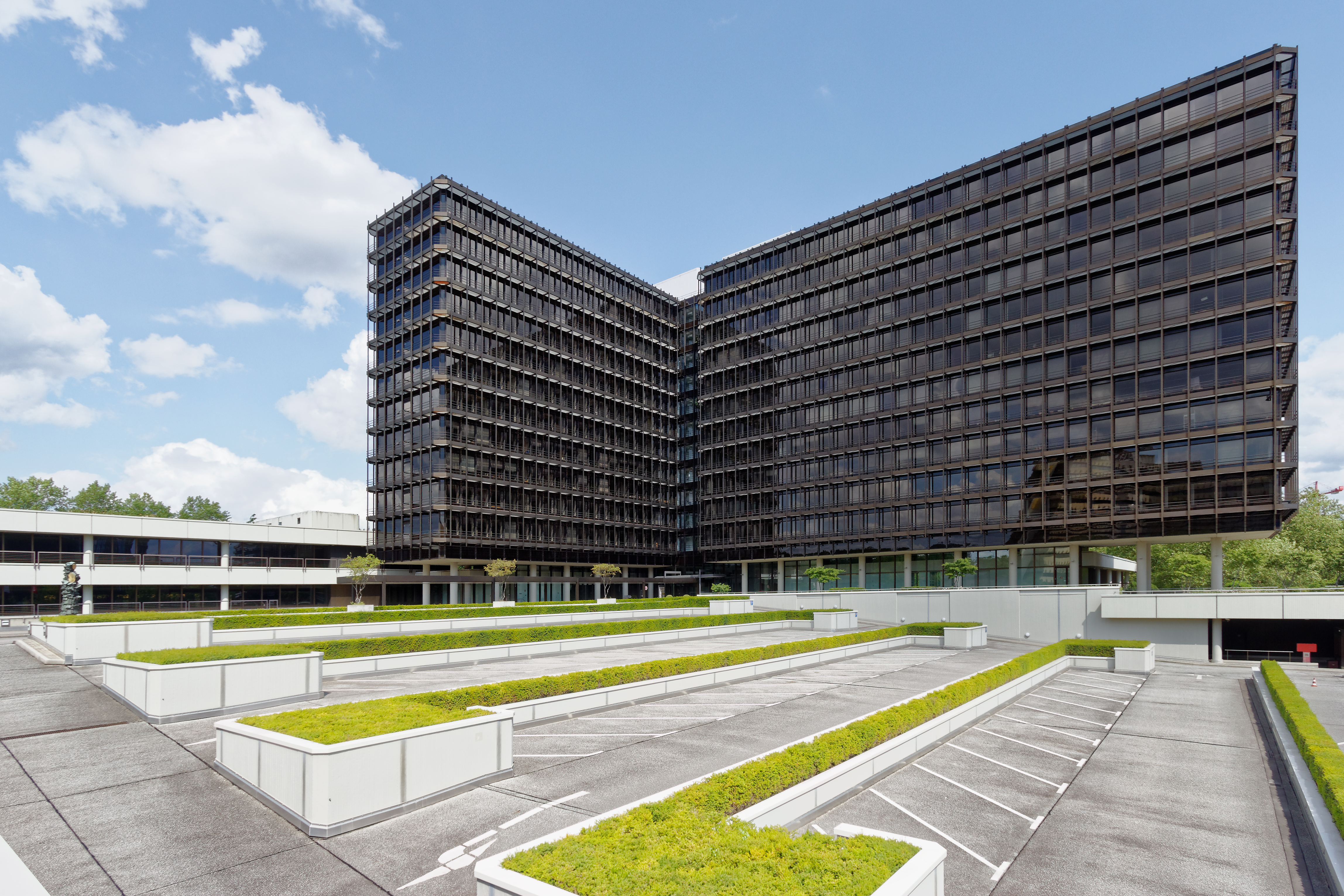
Ansicht von Südwesten im Jahr 2015.

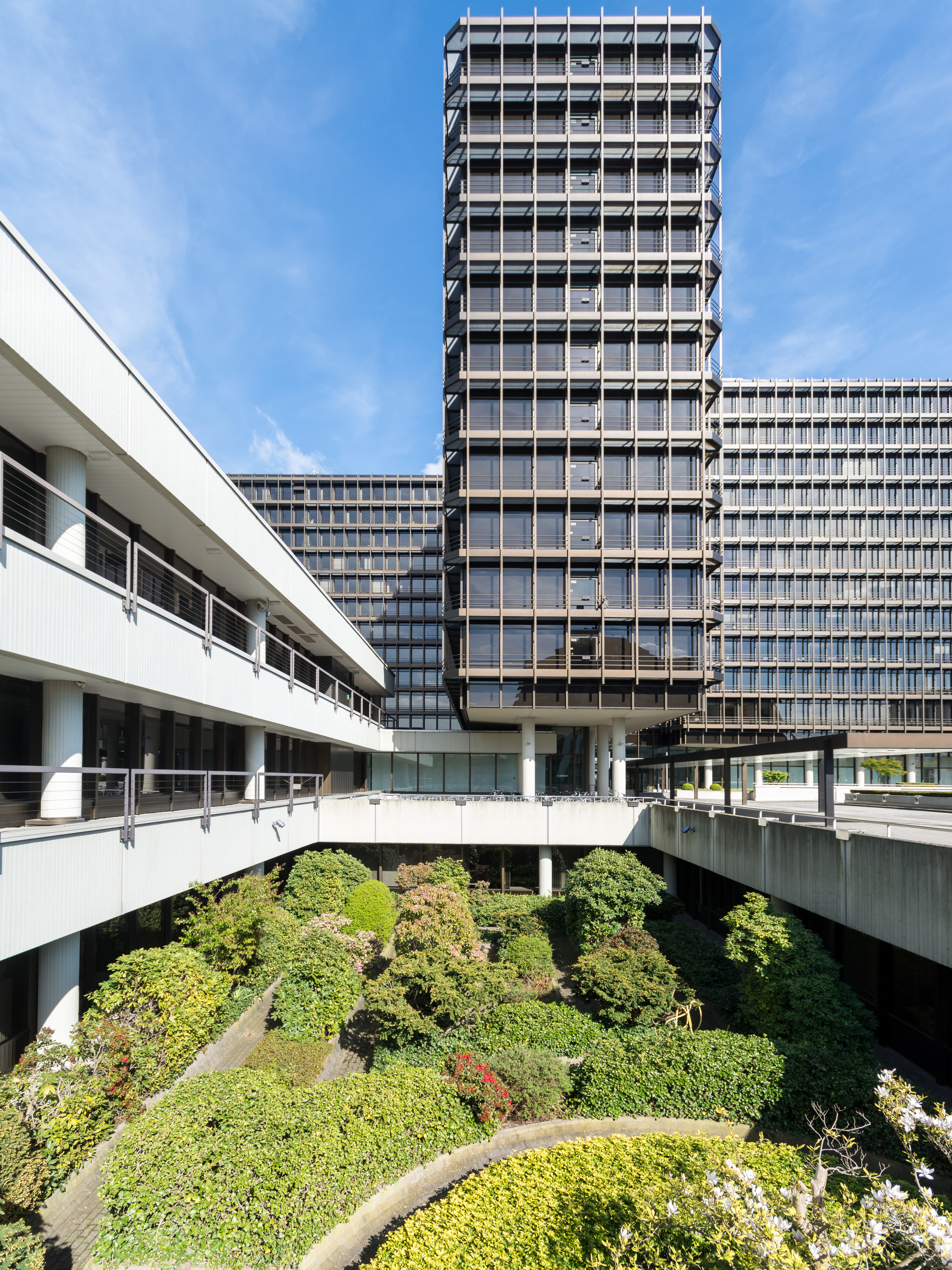
Eingangsbereich mit Grünanlagen

Das Bürohaus Überseering 35 ist ein 1974 fertig gestellter Gebäudekomplex in der Hamburger Bürostadt City Nord. Initiator des Baus und langjähriger Nutzer war der Mineralölkonzern Deutsche Shell AG.

## Bau und Architektur
Die Deutsche Shell AG entschied sich 1968, die in Hamburg auf mehr als zehn Standorte verteilte Hauptverwaltung und das Rechenzentrum aus Frankfurt an einem Standort zusammenzuführen. Da das bis zu dieser Zeit genutzte Grundstück an der Binnenalster für diese Pläne nicht ausreichte, tauschte der Konzern dieses mit einem deutlich größeren Grundstück in der City Nord, für das er nur 16 Millionen DM zusätzlich zahlen musste. Er verfügte damit über eine Grundstücksfläche, die nach seinen Planungen für die nächsten 25 Jahre ausreichend sein sollte. Für Bau und Betrieb des Gebäudes wurde, als für Deutschland damals ungewöhnliches Vorgehen, eigens eine vom Konzern unabhängige Gesellschaft gegründet und mit dieser für 30 Jahre ein exklusives Mietrecht vereinbart.
Im Jahr 1970 erfolgte ein Architektenwettbewerb, dessen Ergebnis ausdrücklich sehr stark auf Großraumbüros ausgerichtet sein sollte. Der Siegerentwurf des Architekturbüros Gerkan, Marg und Partner bestand aus vier trapezförmigen Büroflügeln, die dem Gebäude einen Grundriss wie ein Windrad geben sollten. Mitte 1970 führte Shell jedoch eine Mitarbeiterbefragung durch, revidierte aufgrund des Ergebnisses die Festlegung auf Großraumbüros und forderte nun hauptsächlich Einzel- und Zweierbüros. Der bisherige Entwurf war damit hinfällig. Bis 1972 stellten die Architekten eine komplette Neuplanung vor, bei der vier konventionelle zweibündig erschlossene Bürotrakte rechtwinklig von einem zentralen Kern ausgehen. Der Bau selbst wurde mit der Grundsteinlegung am 8. März 1972 begonnen und war am 10. September 1974 für die ersten Mitarbeiter der Shell bezugsfertig. Während des Baus gefährdeten die deutlich steigenden Stahlpreise die Realisierung des ursprünglichen Fassadenentwurfs. Am Ende gelang es aber der Baubehörde und den Architekten gemeinsam, die Fassadengestaltung gegen die preiswerteren Änderungswünsche der Shell zu verteidigen.
Das Gebäude teilt sich in einen ausgedehnten Sockelbereich und das kreuzförmige Hochhaus. Im hell verkleideten Sockel mit seinen drei oberirdischen Geschossen und zwei Kellerebenen sind Tiefgarage, Haustechnik, Sonderfunktionsflächen und Großraumbüros untergebracht. Das dunkel verkleidete Hochhaus beinhaltet auf 13 Geschossen die klassischen Büros. Seine Verglasung und die Fassaden mit ihren auffälligen Galerien sind zeittypisch in Dunkelbraun gehalten und sollen ein internationales Niveau des Gebäudes signalisieren. Die Raumaufteilung führte schließlich zu 15 Prozent Großraumbüros und zu 85 Prozent Einzelbüros. Dadurch entstand ein flexibel nutzbares Haus, das auch zukünftigen Veränderungen angepasst werden konnte. Die Verbindung von Straßenniveau und höher gelegener Fußgängerebene gelingt nahezu zwanglos über das Sockelgeschoss und die ansteigende Fläche für die Außenparkplätze. Die Eingangshalle sowie Konferenz-, Schulungs- und Repräsentationsräume befinden sich ebenfalls auf dieser Fußgängerebene. Der untere Gebäudeteil erhält Tageslicht über großzügige begrünte Innenhöfe. Eine große Plastik des Logos der Shell vor dem Eingang erinnert heute noch an den ehemaligen Nutzer.
Das Hochhaus hat seine größte Ausdehnung von 120 m in Nord-Süd-Richtung und erreicht eine Höhe von 55 m über Straßenniveau.

## Nutzung
Die Deutsche Shell nutzte das Gebäude bis Ende der 1990er-Jahre. Anschließend kaufte es die Hamburg-Mannheimer Versicherung und nutzte es zeitweise für eigene Zwecke. Anfang der 2000er-Jahre sanierte sie das Gebäude und passte es neuen Anforderungen an. Danach erwies es sich als Objekt mit gut vermietbaren Flächen.
Anfang 2017 mietete die Universität Hamburg einen großen Teil der Gebäudefläche, um dort während der Sanierung des Philosophenturms Teile der geisteswissenschaftlichen Institute bis voraussichtlich 2022 unterzubringen.

## Fotografien und Karte
Koordinaten: 53° 36′ 17″ N, 10° 1′ 6″ O

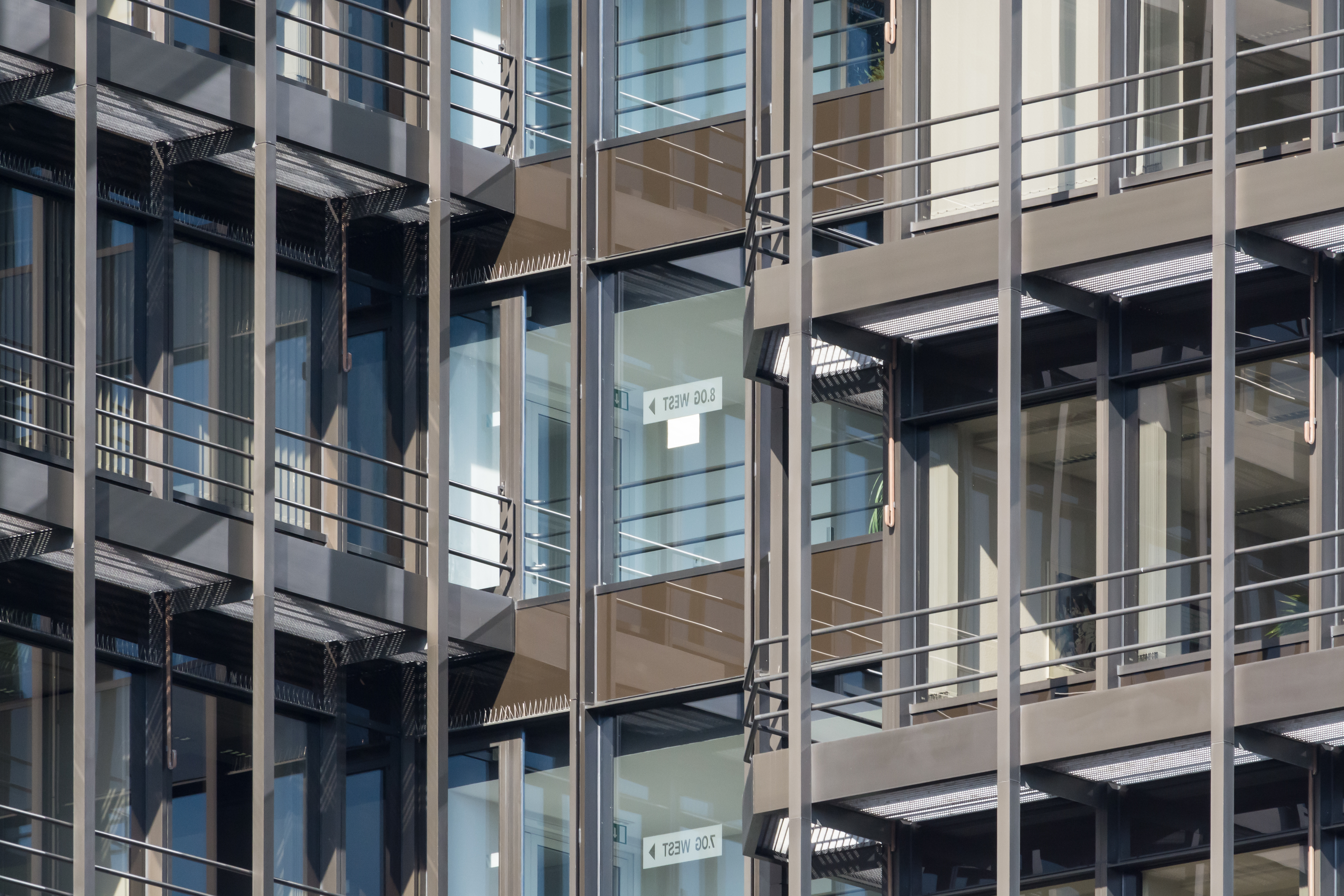
Details der aufwendigen Fassadengestaltung
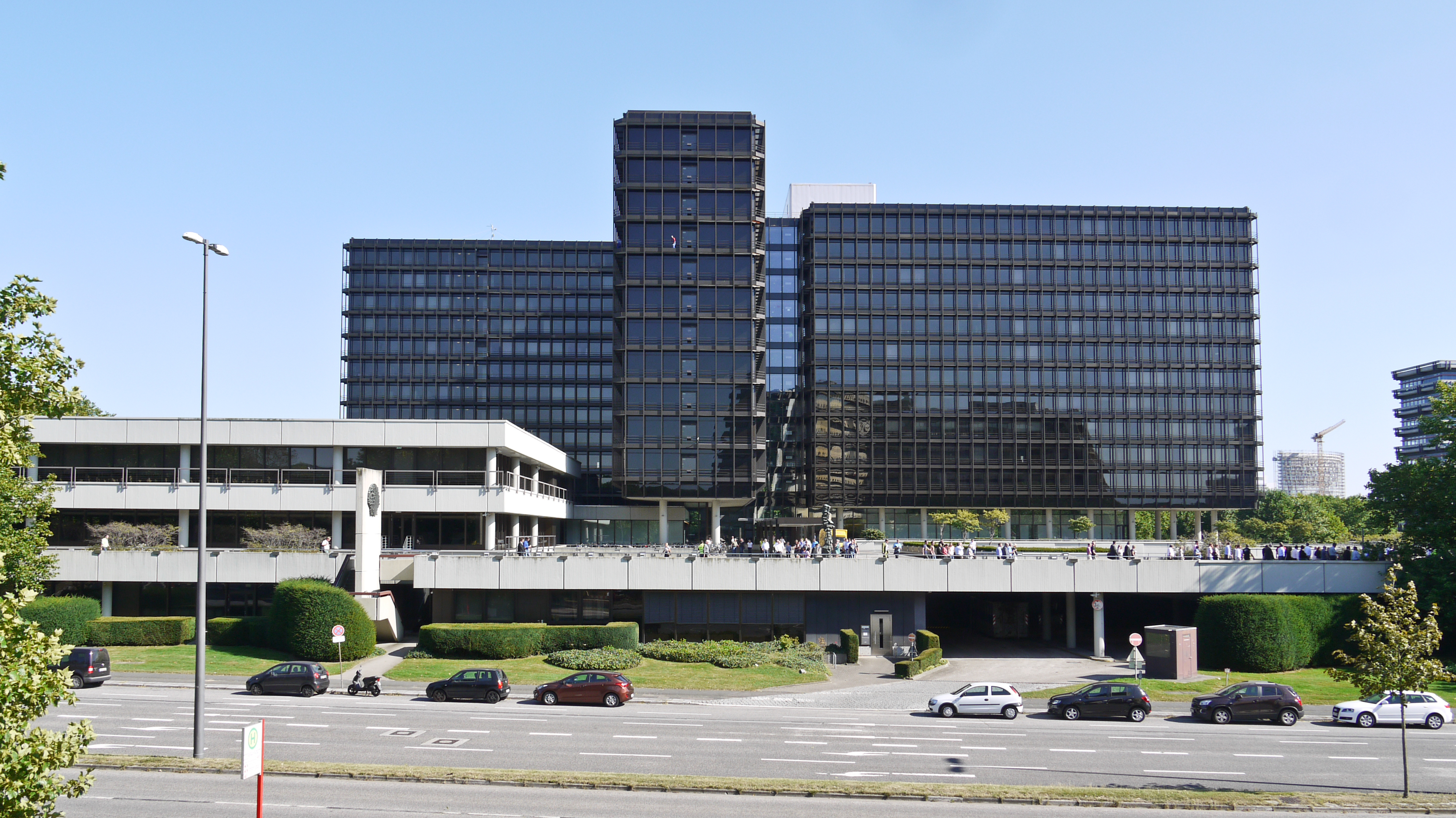
Die Ansicht von Westen mit dem Überseering im Vordergrund zeigt die Teilung in hellen Sockel- und dunklen Bürobereich
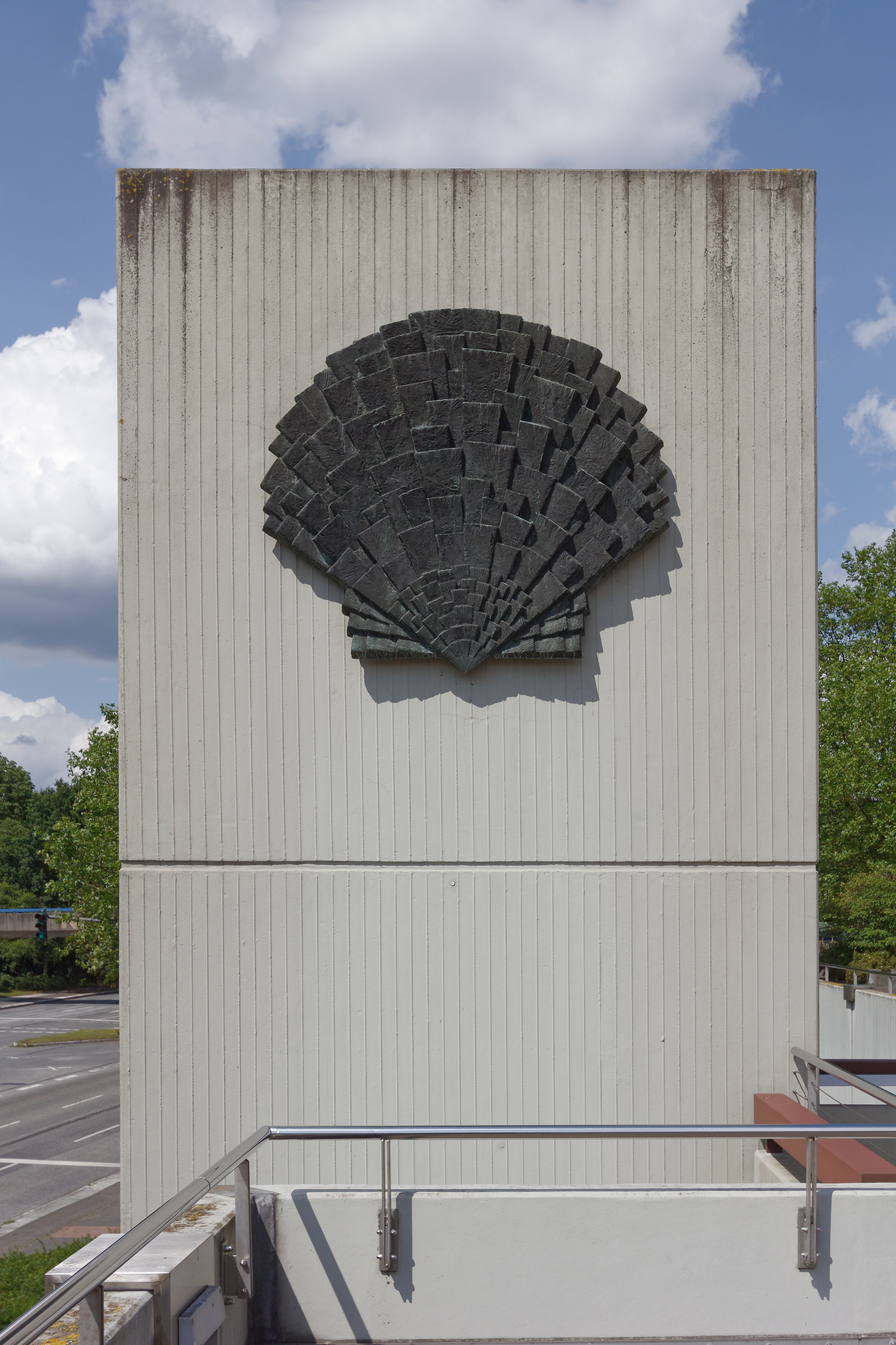
Plastik des Shell-Logos